# Hans Jacob Nielsen
Hans Jacob Nielsen (2 de setembro de 1899 – 6 de fevereiro de 1967) foi um boxeador dinamarquês, campeão olímpico.

## Carreira
Ele conquistou a medalha de ouro nos Jogos Olímpicos de Verão de 1924 em Paris, após derrotar o argentino Alfredo Copello na categoria peso leve e consagrar-se campeão.